# Lincoln County, Kansas
Lincoln County är ett administrativt område i delstaten Kansas, USA, med 3 241 invånare. Den administrativa huvudorten (county seat) är Lincoln Center.

## Geografi
Enligt United States Census Bureau har countyt en total area på 1 865 km². 1 862 km² av den arean är land och 3 km² är vatten.

### Angränsande countyn
- Mitchell County - nord
- Ottawa County - öst
- Saline County - sydost
- Ellsworth County - syd
- Russell County - väst
- Osborne County - nordväst

### Orter
- Barnard
- Beverly
- Lincoln Center (huvudort)
- Sylvan Grove